# Nikon D40x
D80
D40 D60
Le Nikon D40x est un appareil photographique reflex numérique, évolution du D40, fabriqué par Nikon.
Sa différence principale avec son prédécesseur est la reprise du dos capteur 10 mégapixels (d'où le chiffre romain « x » ajouté à l'appellation « D40 ») du D80, et surtout de toute la logique de traitement associée. Le D40x n'offre cependant pas toutes les fonctionnalités du D80, et ne possède en particulier que trois zones de mise au point au lieu de onze. Il est en revanche plus petit, plus léger et plus maniable.

## Caractéristiques
Comme le D40, le D40x est dénué de moteur intégré pour l'autofocus. Pour utiliser l'autofocus, seuls les objectifs à motorisation autonome fonctionnent. Ce sont les objectifs AF-S et AF-I chez Nikon, ou HSM chez Sigma, par exemple. On peut aussi effectuer cette opération manuellement, un signal se faisant entendre lorsque la mise au point manuelle est bonne (par défaut, sur le sujet le plus proche).

### Technique
- Capteur CCD Sony au format DX, mesurant 23,6 mm par 15,8 mm, comportant 10,2 millions de pixels effectifs. C'est celui du D80.

### Accessoires
- Le kit le plus répandu est celui où le boîtier est équipé d'un zoom AFS-DX 18-55 mm (équivalent d'un 27-82,5mm, donc du paysage au portrait),
- On peut le remplacer à la demande par un autre zoom :
  - AFS-DX 18-70 mm (équivalent d'un 27-105),
  - AFS-DX 18-135 mm (surnommé parfois « l'objectif de l'île déserte » dans la presse), équivalent d'un 27-202,5mm.

Les distorsions aux rapports extrêmes augmentent en rapport avec l'amplitude de variation de chaque zoom, mais sont rectifiables par des logiciels appropriés (voir par exemple DXO).

## Marché
Cet appareil vise le marché dit des « amateurs éclairés », qui n'estiment pas raisonnable d'acheter un modèle professionnel tout en souhaitant dépasser les fonctions du bridge : objectifs interchangeables et plus lumineux, agrandissements corrects au format A3, mise au point et déclenchement rapides.
La possibilité de garder ses optiques lors d'un changement de boîtier ultérieur peut être présentée comme une sécurité plus grande de l'investissement, mais cela ne sera vrai que pour les appareils ayant la même taille physique de capteur (qui n'est pas le 24 × 36 mm).
Le D40x n'est pas tropicalisé, ce qui implique des précautions lors de son emploi par mauvais temps.
Il ne possède pas non plus de dépoussiéreur, mais sait en revanche mémoriser les défauts d'impression d'une plage de blanc et introduire la correction inverse.
Il offre différents modes de réglage :
- P (automatique multi-programmé)
- S (automatique à priorité vitesse)
- A (automatique à priorité exposition)
- M (manuel)
- modes « scènes »
  - Enfants (mises au point répétées en cours de visée)
  - Scènes de nuit (flash pour le premier plan et pose pour le fond)
  - Sports (vitesse rapide)
  - Portrait (accent sur les tons chair et le rendu des bords)
  - Inhibition du flash intégré
  - Etc.

et permet de photographier en
- trois définitions d'image
- trois finesses de JPEG, ou bien le mode RAW

Des corrections in situ sur l'appareil (superpositions, correction de température de couleur) sont possibles a posteriori en mode RAW.
Il enregistre sur cartes SDHC (jusqu'à 16 Go au moins).